# جهاز أمن الدولة لجمهورية أذربيجان

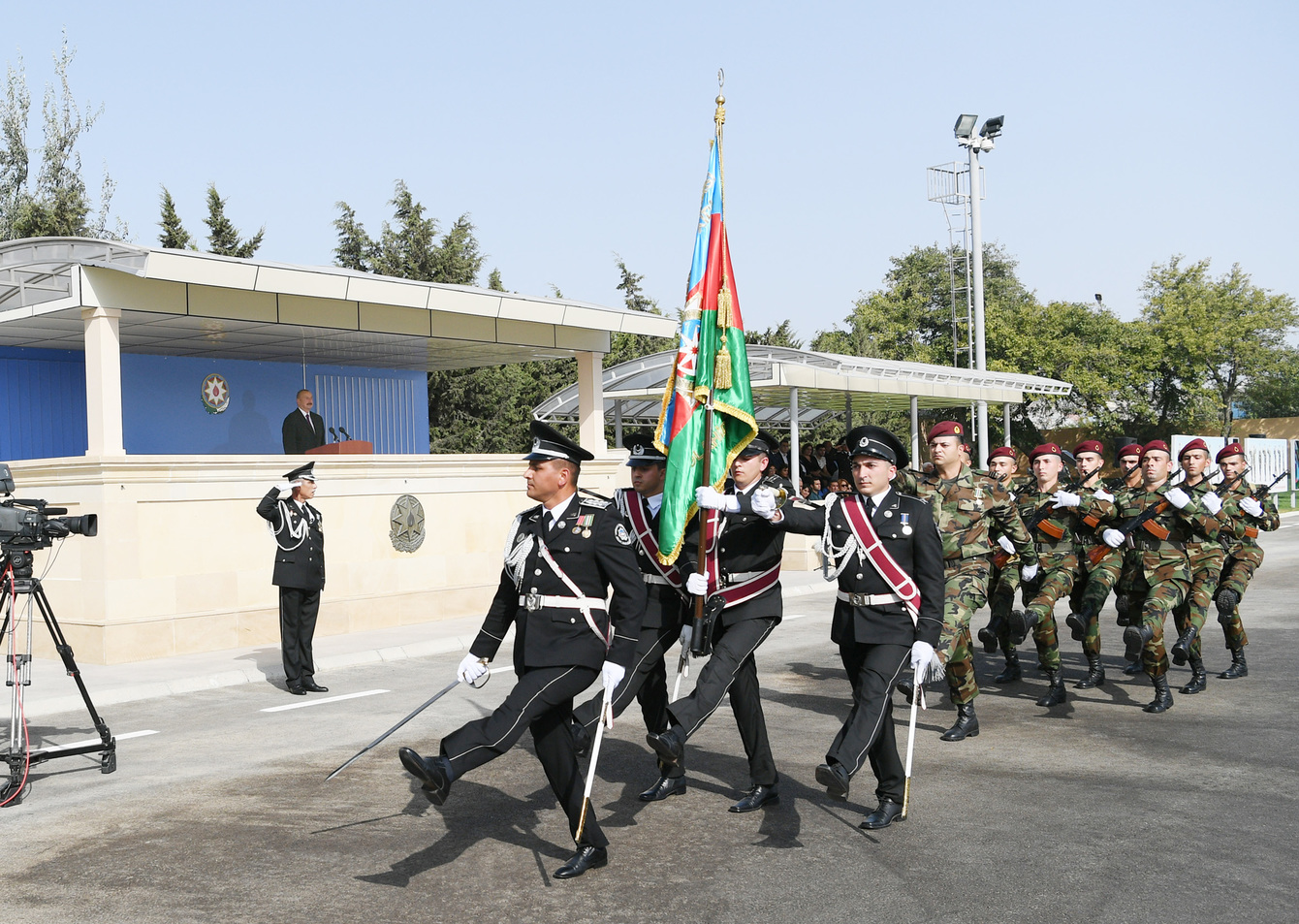
مراسم أداء قسم أمن الدولة.

جهاز أمن الدولة لجمهورية أذربيجان (بالأذرية: Dövlət Təhlükəsizlik Xidməti)‏ هي وكالة حكومية تأسست في قاعدة وزارة الأمن القومي الأذربيجاني . رئيسها الحالي هو علي ناغييف، ونائبه هو إسماعيل باغيروف.

## الأكاديمية
تأسست أكاديمية جهاز أمن الدولة بموجب مرسوم رئيس أذربيجان بتاريخ 1 ديسمبر 1998. الهدف الرئيسي للأكاديمية هو تدريب الموظفين المؤهلين تأهيلاً عالياً لوكالات الأمن القومي.

## روابط خارجية
- "State Security Service of the Republic of Azerbaijan". Dtx.gov.az. مؤرشف من الأصل في 2020-05-14. اطلع عليه بتاريخ 2018-01-14.
- "Azərbaycan Respublikası Dövlət Orqanlarının Rəsmi İnternet Resursu". Gov.az. مؤرشف من الأصل في 2020-05-14. اطلع عليه بتاريخ 2018-01-14.
- "State Security, Foreign Intelligence services created in Azerbaijan". En.trend.az. 14 ديسمبر 2015. مؤرشف من الأصل في 2018-01-15. اطلع عليه بتاريخ 2018-01-14.
- "Special State Security service of Azerbaijan Republic - Service - Catalog GoMap.Az". Gomap.az. مؤرشف من الأصل في 2020-05-14. اطلع عليه بتاريخ 2018-01-14.
- "ABC.AZ". Abc.az. مؤرشف من الأصل في 2020-05-14. اطلع عليه بتاريخ 2018-01-14.
- "News / Bilateral meeting of delegations of Azerbaijan and Moldova held at State Migration Service". Migration.gov.az. مؤرشف من الأصل في 2020-05-14. اطلع عليه بتاريخ 2018-01-14.